# ラッセル・クロウ
ラッセル・アイラ・クロウ（Russell Ira Crowe, 1964年4月7日 - ）は、ニュージーランド出身の俳優。
2000年公開の『グラディエーター』でアカデミー主演男優賞を受賞した。

## 経歴
ニュージーランドのウェリントン出身。ノルウェー、アイルランド、スコットランド、ウェールズの血を引く。両親が映画の撮影現場のケータリング業を営んでおり、4歳の時にオーストラリアに移住。6歳の時にドラマに出演するチャンスを掴み、何本かのオーストラリアのテレビに出演。
14歳の時にニュージーランドに戻り、オークランド・グラマー・スクールに進学するが、中退。ロックバンドに参加しシングルを出す。21歳の時に再びオーストラリアに移る。
1990年に『ザ・クロッシング』で本格的に映画デビュー（映画初主演作品でもある）。1995年に『クイック&デッド』でハリウッドにも進出、以来、非常に多彩な役をこなせる俳優として注目された。また、『NO WAY BACK 逃走遊戯』では豊川悦司と共演した。
1997年公開の『L.A.コンフィデンシャル』で熱血漢の刑事を演じ、注目を集める。その二年後には『インサイダー』で主演を務め、アカデミー主演男優賞にノミネートされる。その翌年の2000年に公開された『グラディエーター』では剣闘士の身分に墜ちたローマ帝国の将軍を演じ、アカデミー主演男優賞を受賞。更に、その翌年公開の『ビューティフル・マインド』でゴールデングローブ賞 主演男優賞（ドラマ部門）を受賞し、三年連続でアカデミー賞にノミネートされた。
オーストラリアのロックバンド「30 Odd Foot Of Grunts」のリードシンガー、ギターリストでもある。1992年より活動しているバンドは商業的に成功を収めたわけではないが、これまで三枚のアルバムを出している。ナショナル・ラグビー・リーグのサウス・シドニー・ラビッツのオーナーでもある。2001年8月に30 Odd Foot Of Gruntsはテキサス州知事リック・ペリーの娘を祝うチャリティー・コンサートを開催。クロウとペリー知事はアルバム『バスタード・ライフ・オア・クラリティー』のレコーディングをきっかけに知り合ったという。また、同州オースティン市の市長は、8月11日を「30 Odd Foot Of Gruntsの日」にすると宣言しており、さらに、クロウをテキサス州の名誉市民にすることも宣言した。2010年4月12日にはハリウッド・ウォーク・オブ・フェームを授与。
2000年代は、『グラディエーター』、『プロヴァンスの贈りもの』、『アメリカン・ギャングスター』、『ワールド・オブ・ライズ』、『ロビン・フッド』と、リドリー・スコット監督作品への出演が多い。

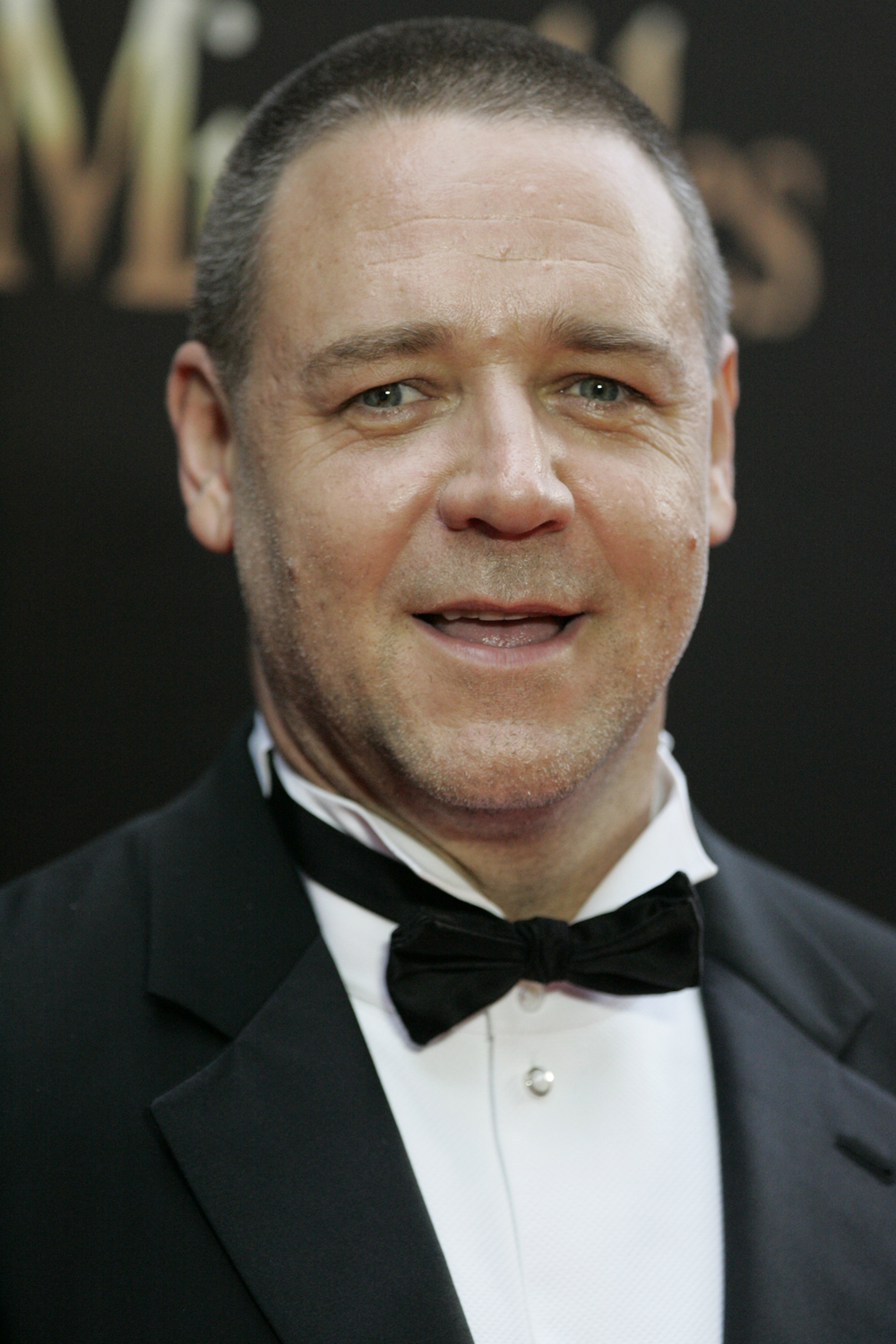
2012年

2014年、『ディバイナー 戦禍に光を求めて』（原題：The Water Diviner）で映画監督デビュー。日本では2016年2月27日に公開。

## 人物・私生活
アメリカで成功した俳優の1人でありながら、私生活では短気と粗暴な振る舞いから問題が絶えないことで有名。
映画『プルーフ・オブ・ライフ』で共演したメグ・ライアンと不倫関係になり、ライアンの当時の夫デニス・クエイドからは「ラッセルは俳優として尊敬できるが、人間としてはクズだ」と激しく非難されている。ライアンはデニス・クエイドと2001年に離婚するが、クロウもライアンとの関係を同時期に解消している。
2003年に女優ダニエル・スペンサーと結婚するも、仕事によるアメリカの長期別居生活などの事情により2012年10月に離婚した。彼女との間に2人の息子（チャールズ、テニソン）がいる。
2005年6月6日、滞在中のニューヨーク・マンハッタンのホテル（マーサー・ホテル）で、オーストラリアの家族と国際電話での連絡がつかない事から従業員と口論の末、電話機を投げつけ、暴行容疑で逮捕された。彼のスポークスマンの弁によれば、電話機は壁にぶつけたもので、従業員を傷つけていないとのことである。
2006年9月に亡くなったスティーブ・アーウィンの親友であった。
2010年5月、主演した『ロビン・フッド』に関して、BBCラジオ4の番組ジャーナリスト、マーク・ローソンが、ラッセル扮するロビンフッドを評して「休暇でよくオーストラリアに行くアイルランド人のよう」と発言。そして「あなたのロビンフッドの口調には、かすかにアイルランドの訛りがありますが、どういう考えがあってのことですか？」と質問したところ、「あんたの耳は死んでるんじゃないか？あれがアイルランド訛りに聞こえたっていうなら、あんたの耳は相当おかしなことになってるよ」と訛りを強調したことから田舎者呼ばわりされたと思い腹をたて一喝、その後、ローソンが慌ててフォローするも怒りは収まらず、放送禁止用語を吐きながらスタジオを出ていってしまった。
2001年に『ビューティフル・マインド』のプロモーションで初来日し、その後2010年に『ロビン・フッド』、2014年に『ノア 約束の舟』のプロモーションで来日した。

## 人物
熱烈なクリケットファンで知られ、プレーと観戦の両方を好んでいる。「ハリウッド・アッシズ」と呼ばれるクリケットの試合ではチームのキャプテンを務めた。 2013年、イギリス女王のエリザベス2世が公式訪問し観戦したクリケットの聖地と呼ばれるローズ・クリケット・グラウンドで開催されたイングランド戦では、仲の良いプロクリケット選手のシェーン・ウォーンと並んで一緒に観戦した。
また、従兄弟のマーティン・クロウとジェフ・クロウは元ニュージーランド代表のクリケット選手である。

## 出演作品
※太字表記は主演。

### 映画
| 年   | 題名                                                                            | 役名                                      | 備考                                                                 | 吹替                                          |
| ---- | ------------------------------------------------------------------------------- | ----------------------------------------- | -------------------------------------------------------------------- | --------------------------------------------- |
| 1990 | アンボンで何が裁かれたか Blood Oath                                             | ジャック・コーベット中尉                  |                                                                      |                                               |
| 1990 | ザ・クロッシング The Crossing                                                   | ジョニー・ライアン                        | 日本劇場未公開                                                       | 森川智之（テレビ東京版）                      |
| 1991 | プルーフ Proof                                                                  | アンディ                                  |                                                                      |                                               |
| 1991 | スポッツウッド・クラブ Spotswood                                                | キム・バレット                            | 別題『ホワイト・プレジデント 敏腕経営コンサルタント』 日本劇場未公開 |                                               |
| 1992 | ハーケンクロイツ/ネオナチの刻印 Romper Stomper                                  | ハンド                                    | 日本劇場未公開                                                       |                                               |
| 1993 | ハマーアウト Hammers Over the Anvil                                             | イースト・ドリスコール                    | 日本劇場未公開                                                       |                                               |
| 1993 | 伝説の白い馬 The Silver Brumby                                                  | 男（イーガン）                            | 日本劇場未公開                                                       |                                               |
| 1993 | ザ・パイロット For the Moment                                                   | ラクラン・キュリー                        | 日本劇場未公開                                                       | 村治学                                        |
| 1994 | 人生は上々だ! The Sum of Us                                                     | ジェフ・ミッチェル                        | 日本劇場未公開                                                       |                                               |
| 1995 | クイック&デッド The Quick and the Dead                                          | コート                                    |                                                                      | 土師孝也（ソフト版） 田中秀幸（テレビ朝日版） |
| 1995 | NO WAY BACK 逃走遊戯 No Way Back                                                | ザック・グラント捜FBI査官                 | 石塚運昇                                                             |                                               |
| 1995 | バーチュオシティ Virtuosity                                                     | SID 6.7                                   | 大塚芳忠（ソフト版、フジテレビ版）                                   |                                               |
| 1995 | ラフ・マジック Rough Magic                                                      | アレックス・ロス                          | 日本劇場未公開                                                       | 山路和弘                                      |
| 1997 | L.A.コンフィデンシャル L.A. Confidential                                        | バド・ホワイト                            |                                                                      | 菅生隆之（ソフト版） 山野井仁（フジテレビ版） |
| 1997 | ヘヴンズ・バーニング Heaven's Burning                                           | コリン・オブライエン                      | 森田順平                                                             |                                               |
| 1997 | ターニング・ラブ Breaking Up                                                    | スティーヴ                                |                                                                      |                                               |
| 1999 | ミステリー、アラスカ Mystery, Alaska                                            | ジョン・ビービィ                          | 日本劇場未公開                                                       | 山路和弘                                      |
| 1999 | インサイダー The Insider                                                        | ジェフリー・ワイガンド                    |                                                                      | 寺杣昌紀（ソフト版） 大塚芳忠（機内上映版）   |
| 2000 | グラディエーター Gladiator                                                      | マキシマス・アエリウス・メリディウス      | 山路和弘（ソフト版、テレビ朝日版）                                   |                                               |
| 2000 | プルーフ・オブ・ライフ Proof of Life                                            | テリー・ソーン                            | 磯部勉                                                               |                                               |
| 2001 | ビューティフル・マインド A Beautiful Mind                                       | ジョン・ナッシュ                          | 牛山茂                                                               |                                               |
| 2003 | マスター・アンド・コマンダー Master and Commander: The Far Side of the World    | ジャック・オーブリー艦長                  | 牛山茂                                                               |                                               |
| 2005 | シンデレラマン Cinderella Man                                                   | ジム・ブラドック                          | 山路和弘                                                             |                                               |
| 2006 | プロヴァンスの贈りもの A Good Year                                              | マックス・スキナー                        | てらそままさき（ソフト版） 小杉十郎太（機内上映版）                  |                                               |
| 2007 | 3時10分、決断のとき 3:10 to Yuma                                                | ベン・ウェイド                            | 山路和弘                                                             |                                               |
| 2007 | アメリカン・ギャングスター American Gangster                                    | リッチー・ロバーツ                        | 山路和弘                                                             |                                               |
| 2008 | ワールド・オブ・ライズ Body of Lies                                             | エド・ホフマン                            | 磯部勉                                                               |                                               |
| 2009 | チェイシング/追跡 Tenderness                                                    | クリストフオロ警部補                      | 日本劇場未公開                                                       | 大塚智則                                      |
| 2009 | 消されたヘッドライン State of Play                                              | カル・マカフリー                          |                                                                      | 山路和弘                                      |
| 2010 | ロビン・フッド Robin Hood                                                       | ロビン・フッド                            |                                                                      | 山路和弘                                      |
| 2010 | スリーデイズ The Next Three Days                                                | ジョン・ブレナン                          |                                                                      | 山路和弘                                      |
| 2012 | アイアン・フィスト The Man with the Iron Fists                                  | ジャック・ナイフ                          |                                                                      | 山路和弘                                      |
| 2012 | レ・ミゼラブル Les Misérables                                                   | ジャベール                                | （吹き替え版なし）                                                   |                                               |
| 2013 | ブロークンシティ Broken City                                                    | ニコラス・ホステラー                      | 山路和弘                                                             |                                               |
| 2013 | マン・オブ・スティール Man of steel                                             | ジョー＝エル                              | 井上和彦                                                             |                                               |
| 2014 | ニューヨーク 冬物語 Winter's Tale                                               | パーリー・ソームズ                        | 土師孝也                                                             |                                               |
| 2014 | ノア 約束の舟 Noah                                                              | ノア                                      | 井上和彦                                                             |                                               |
| 2014 | ディバイナー 戦禍に光を求めて The Water Diviner                                 | ジョシュア・コーナー                      | 初監督作品                                                           | 山路和弘                                      |
| 2015 | パパが遺した物語 Fathers and Daughters                                          | ジェイク・デイヴィス                      |                                                                      | 山路和弘                                      |
| 2016 | ナイスガイズ! The Nice Guys                                                     | ジャクソン・ヒーリー                      | 井上和彦                                                             |                                               |
| 2017 | ウォー・マシーン: 戦争は話術だ! War Machine                                     | ボブ・ホワイト                            | Netflixオリジナル映画 クレジットなし                                 |                                               |
| 2017 | ザ・マミー/呪われた砂漠の王女 The Mummy                                         | ヘンリー・ジキル博士 / エドワード・ハイド |                                                                      | 山路和弘                                      |
| 2018 | ある少年の告白 Boy Erased                                                       | マーシャル・イーモンズ                    | 菅生隆之                                                             |                                               |
| 2019 | トゥルー・ヒストリー・オブ・ザ・ケリー・ギャング True History of the Kelly Gang | ハリー・パワー                            | 中村浩太郎                                                           |                                               |
| 2020 | アオラレ Unhinged                                                               | トム・クーパー                            | 坂詰貴之                                                             |                                               |
| 2021 | ジャスティス・リーグ:ザック・スナイダーカット Zack Snyder's Justice League      | ジョー＝エル                              | 声の出演                                                             | 井上和彦                                      |
| 2022 | ソー:ラブ&サンダー Thor: Love and Thunder                                       | ゼウス                                    |                                                                      | 千葉繁                                        |
| 2022 | 史上最高のカンパイ!〜戦地にビールを届けた男〜 The Greatest Beer Run Ever        | アーサー・コーツ                          | Apple TV+配信                                                        | 山路和弘                                      |
| 2022 | ポーカー・フェイス/裏切りのカード Poker Face                                    | ジェイク・フォーリー                      | 兼監督・脚本                                                         | 山路和弘                                      |
| 2023 | ヴァチカンのエクソシスト The Pope's Exorcist                                    | ガブリエーレ・アモルト神父                |                                                                      | 楠大典                                        |
| 2024 | Land of Bad                                                                     | リーパー                                  |                                                                      |                                               |
| 2024 | Sleeping Dogs                                                                   | ロイ・フリーマン                          |                                                                      |                                               |
| 2024 | ザ・エクソシズム The Exorcism                                                   | アンソニー・ミラー                        | 畠山一哉                                                             |                                               |
| 2024 | グラディエーターII 英雄を呼ぶ声 Gladiator II                                    | マキシマス・アエリウス・メリディウス      | アーカイヴ映像                                                       | 山路和弘                                      |
| 2024 | クレイヴン・ザ・ハンター Craven The Hunter                                      | ニコライ・クラヴィノフ                    |                                                                      | 山路和弘                                      |
| 2025 | ランド・オブ・バッド Land of Bad                                                | MQ-9 リーパーの操縦官 エディ・グリム大尉  | TBD                                                                  |                                               |
| TBA  | Rothko                                                                          | マーク・ロスコ                            | TBD                                                                  | ポストプロダクション                          |
| TBA  | Nuremberg                                                                       | ヘルマン・ゲーリング                      | TBD                                                                  | 撮影中                                        |
| TBA  | The Last Druid                                                                  | ケルト人の長老                            | TBD                                                                  | プリプロダクション                            |
| TBA  | Reboot's Highlander                                                             | フアン・ラミレス                          |                                                                      |                                               |

### テレビシリーズ
| 年   | 題名                                                           | 役名               | 備考                                 | 吹替     |
| ---- | -------------------------------------------------------------- | ------------------ | ------------------------------------ | -------- |
| 2019 | ザ・ラウデスト・ボイス-アメリカを分断した男- The Loudest Voice | ロジャー・エイルズ | ミニシリーズ、計7話出演 兼製作総指揮 | 山路和弘 |
| 2024 | ARK:アニメーションシリーズ Ark: The Animated Series            | Kor the Prophet    | 声の出演 兼製作総指揮                |          |

## 日本語吹き替え
『ラフ・マジック』以降、大半の作品で山路和弘が主に担当している。なお、山路は実際にクロウ本人とも交流があることも明かしている。
山路はクロウの魅力について「この人の魅力はとにかく“眼差し”です。多くを語らなくても、すべてを語っているような気がして、しかも作品によって眼差しが変わる。そこがすごいところだなと思っています」と分析しており、「最近は目つきに憂いが増してきている。いい歳の取り方をしているなと思いますし、目にすべての経験が宿っているような、そんな表情に見えてきます」とクロウの演技を称賛している。
吹き替えをしてきた中でも印象的な作品にクロウがアカデミー賞主演男優賞を獲得した代表作『グラディエーター』を即座に挙げており、同作で主人公・マキシマスを演じたクロウの吹き替えをした際には、「役に入り込んでしまった」と話しており、特に印象深いシーンに家族を殺されてしまったときの衝撃に狂乱するシーンを挙げた。クロウのような重量感のある俳優は、普段の自分とはかなりかけ離れていると感じていることから、普段以上に役に入り込んだ部分もあったという。またクロウの演じ分けについても感心しており、俳優が全力で演技をしている姿を見ると、自身もやり甲斐を感じると述べた。『ザ・マミー/呪われた砂漠の王女』公開時はクロウについて「そのまま地でやる人」であると語り、「そこがクロウの名優たる所以だと思う」とコメントしている。また本作ではクロウを演じるのは久しぶりだったことから、「ちょっとアクション系の、どっちかっていうとおっちゃん系の役のときに（オファーが）来る」と自身にオファーが来る役には傾向があるとも述べた。
テレビ番組にもクロウの吹き替えを持ち役とする役者として出演しており、『ポーカー・フェイス/裏切りのカード』の日本公開時には、クロウの吹替声優として山路が試写会に登壇し、作品の感想とクロウへの思い入れを語った。
このほかにも、井上和彦、菅生隆之、牛山茂、土師孝也、大塚芳忠、磯部勉、てらそままさきなども複数回、声を当てている。

## 授賞とノミネート

### 映画
| 賞名                                     | 年   | カテゴリー               | 作品名                                             | 結果       |
| ---------------------------------------- | ---- | ------------------------ | -------------------------------------------------- | ---------- |
| アカデミー賞                             | 1999 | 主演男優賞               | 『インサイダー』 The Insider                       | ノミネート |
| アカデミー賞                             | 2000 | 主演男優賞               | 『グラディエーター』 Gladiator                     | 受賞       |
| アカデミー賞                             | 2001 | 主演男優賞               | 『ビューティフル・マインド』 A Beautiful Mind      | ノミネート |
| ゴールデングローブ賞                     | 1999 | 主演男優賞（ドラマ部門） | 『インサイダー』 The Insider                       | ノミネート |
| ゴールデングローブ賞                     | 2000 | 主演男優賞（ドラマ部門） | 『グラディエーター』 Gladiator                     | ノミネート |
| ゴールデングローブ賞                     | 2001 | 主演男優賞（ドラマ部門） | 『ビューティフル・マインド』 A Beautiful Mind      | 受賞       |
| ゴールデングローブ賞                     | 2005 | 主演男優賞（ドラマ部門） | 『シンデレラマン』 Cinderella Man                  | ノミネート |
| 英国アカデミー賞                         | 2001 | 主演男優賞               | 『ビューティフル・マインド』 A Beautiful Mind      | 受賞       |
| オーストラリア映画テレビ芸術アカデミー賞 | 1990 | 主演男優賞               | 『ザ・クロッシング』 The Crossing                  | ノミネート |
| オーストラリア映画テレビ芸術アカデミー賞 | 1991 | 助演男優賞               | 『プルーフ』 Proof                                 | 受賞       |
| オーストラリア映画テレビ芸術アカデミー賞 | 1992 | 主演男優賞               | 『ハーケンクロイツ/ネオナチの刻印』 Romper Stomper | 受賞       |

### テレビシリーズ
| 賞名                 | 年   | カテゴリー                                 | 作品名                                                             | 結果       |
| -------------------- | ---- | ------------------------------------------ | ------------------------------------------------------------------ | ---------- |
| ゴールデングローブ賞 | 2019 | 主演男優賞（ミニシリーズ・テレビ映画部門） | 『ザ・ラウデスト・ボイス-アメリカを分断した男-』 The Loudest Voice | ノミネート |